# Communauté de communes Terres du Haut Berry
Die Communauté de communes Terres du Haut Berry ist ein französischer Gemeindeverband mit der Rechtsform einer Communauté de communes im Département Cher in der Region Centre-Val de Loire. Der Gemeindeverband wurde am 14. Oktober 2016 gegründet und umfasst 30 Gemeinden (Stand: 1. Januar 2019). Der Verwaltungssitz befindet sich im Ort Les Aix-d’Angillon.

## Historische Entwicklung
Der Gemeindeverband entstand mit Wirkung vom 1. Januar 2017 durch die Fusion der Vorgängerorganisationen
- Communauté de communes Les Hautes Terres en Haut Berry
- Communauté de communes en Terres Vives und
- Communauté de communes Les Terroirs d’Angillon.

Mit Wirkung zum 1. Januar 2019 verließ die Gemeinde Allouis die Communauté de communes Cœur de Berry und trat diesem Gemeindeverband bei.

## Mitgliedsgemeinden
| Gemeinde                                    | Einwohner 1. Januar 2022 | Fläche km² | Dichte Einw./km² | Code INSEE | Postleitzahl |
| ------------------------------------------- | ------------------------ | ---------- | ---------------- | ---------- | ------------ |
| Achères                                     | 332                      | 12,75      | 26               | 18001      | 18250        |
| Allogny                                     | 1.130                    | 49,53      | 23               | 18004      | 18110        |
| Allouis                                     | 1.052                    | 35,59      | 30               | 18005      | 18500        |
| Aubinges                                    | 402                      | 10,97      | 37               | 18016      | 18220        |
| Azy                                         | 453                      | 27,62      | 16               | 18019      | 18220        |
| Brécy                                       | 969                      | 39,63      | 24               | 18035      | 18220        |
| Fussy                                       | 1.914                    | 11,08      | 173              | 18097      | 18110        |
| Henrichemont                                | 1.713                    | 25,27      | 68               | 18109      | 18250        |
| Humbligny                                   | 182                      | 20,86      | 9                | 18111      | 18250        |
| La Chapelotte                               | 130                      | 28,50      | 5                | 18051      | 18250        |
| Les Aix-d’Angillon                          | 1.871                    | 14,68      | 127              | 18003      | 18220        |
| Menetou-Salon                               | 1.618                    | 37,66      | 43               | 18145      | 18510        |
| Montigny                                    | 323                      | 28,65      | 11               | 18151      | 18250        |
| Morogues                                    | 423                      | 30,53      | 14               | 18156      | 18220        |
| Moulins-sur-Yèvre                           | 851                      | 15,33      | 56               | 18158      | 18390        |
| Neuilly-en-Sancerre                         | 246                      | 26,05      | 9                | 18162      | 18250        |
| Neuvy-Deux-Clochers                         | 257                      | 16,50      | 16               | 18163      | 18250        |
| Parassy                                     | 406                      | 26,02      | 16               | 18176      | 18220        |
| Pigny                                       | 968                      | 8,08       | 120              | 18179      | 18110        |
| Quantilly                                   | 481                      | 12,69      | 38               | 18189      | 18110        |
| Rians                                       | 962                      | 32,41      | 30               | 18194      | 18220        |
| Saint-Céols                                 | 13                       | 3,34       | 4                | 18202      | 18220        |
| Saint-Éloy-de-Gy                            | 1.569                    | 31,20      | 50               | 18206      | 18110        |
| Saint-Georges-sur-Moulon                    | 722                      | 9,43       | 77               | 18211      | 18110        |
| Saint-Martin-d’Auxigny                      | 2.525                    | 24,08      | 105              | 18223      | 18110        |
| Saint-Palais                                | 617                      | 26,12      | 24               | 18229      | 18110        |
| Sainte-Solange                              | 1.114                    | 31,85      | 35               | 18235      | 18220        |
| Soulangis                                   | 457                      | 13,76      | 33               | 18253      | 18220        |
| Vasselay                                    | 1.569                    | 20,21      | 78               | 18271      | 18110        |
| Vignoux-sous-les-Aix                        | 707                      | 14,94      | 47               | 18280      | 18110        |
| Communauté de communes Terres du Haut Berry | 25.976                   | 685,33     | 38               | –          | –            |